# Breza, Trebnje
Breza je naselje v občini Trebnje.
Breza je gručasto naselje zahodno od Trebnjega nad desnim bregom Temenice in železniško progo Ljubljana – Novo mesto. Njive so na položnih legah Na vrhu in V hribih, ob Temenici pa so močvirnati travniki. Na severovzhodni in severozahodni strani vasi so obsežni listnati gozdovi, pod naseljem pa je Breški studenec. Na bližnjih njivah Morišče so bili odkriti ostanki rimskih stavb in rimski grobovi. 
Zunaj vasi stoji cerkev svetega Janeza Krstnika, ki je v jedru še srednjeveška stavba z ohranjenim gotskim slavolokom. V 17. stoletju so k cerkvi prizidali ravno zaključen prezbiterij, iz tega stoletja je tudi glavni oltar, bronasti zvon pa je leta 1749 vlil Samassa.